# Oncidium majevskyi
Oncidium majevskyi là một loài thực vật có hoa trong họ Lan. Loài này được Toscano & V.P.Castro mô tả khoa học đầu tiên năm 1983.